# 3 Will Be Free - Sam rao tong rot
3 Will Be Free - Sam rao tong rot (3 Will Be Free สามเราต้องรอด) è una serie televisiva thailandese creata da GMMTV. Va in onda su GMM One dal 9 agosto 2019.
La serie viene inoltre pubblicata in latecast su Line TV e YouTube.

## Trama
Neo è uno spogliarellista che ha intrapreso una relazione con la moglie di un pericoloso boss criminale. Quando l'uomo lo scopre manda due suoi tirapiedi a ucciderlo. Mentre tenta di scappare, Neo finisce per scontrarsi con due persone che gli cambieranno la vita: Shin, un timido e insicuro ragazzo omosessuale figlio del boss da cui fugge, frustrato per essere stato rifiutato da un amico; e Mew, attraente manager di un locale, che sta scappando dal suo passato. Accidentalmente finiscono per uccidere uno degli uomini che sta seguendo Neo, diventando tutti e tre nemici della gang. Ora sono costretti a scappare e a trovare il modo di sopravvivere, e allo stesso tempo devono gestire l'attrazione fisica e sentimentale che sta iniziando a svilupparsi tra di loro.

## Personaggi e interpreti

### Principali
- Neo, interpretato da Way-ar Sangngern "Joss".

Un giovane spogliarellista molto richiesto che una sera, al locale in cui lavora, conosce Vanika, la moglie di un boss criminale e con la quale intreccia una relazione, inizialmente solo sessuale che in seguito sboccerà in amore. Quando viene scoperto dal marito di lei sarà costretto a scappare dai suoi tirapiedi che cercano di ucciderlo finendo per uccidere uno di loro.
- Shin, interpretato da Tawan Vihokratana "Tay".

Figlio di un boss criminale. È un ragazzo gay molto timido e poco desideroso di seguire le orme del padre, che soffre per essere stato rifiutato da un amico. Vuole bene alla matrigna Vanika ma non la considera come una vera madre. Quando Neo fugge dai tirapiedi del padre si imbatte in Shin nei bagni di un locale e il ragazzo lo aiuterà a scappare finendo però per uccidere uno degli inseguitori.
- Mew, interpretata da Lapassalan Jiravechsoontornkul "Mild".

Attraente manager di un locale di prostitute, è spesso desiderata dalla sua clientela ma rifiuta ogni offerta specificando sempre di essere solo una delle manager. Quando Neo fugge dai tirapiedi di Thana arriva nel locale dove lavora Mew e la ragazza, vedendo la lotta tra i due uomini, finirà per sparare al criminale con la pistola caduta proprio a lui precedentemente, uccidendolo.

### Ricorrenti
- Mae, interpretata da Jennie Panhan.Cameriera di un bar, poco affascinante e per questo spesso derisa dalla clientela, che aveva una relazione con Pon
- Ter, interpretato da Chanagun Arpornsutinan "Gunsmile".Tirapiedi di Thana e grande amico di Pon. Insieme all'amico viene mandato a uccidere Neo ma il ragazzo scappa e uccide Pon. Ter giura quindi di vendicare l'amico
- Pon, interpretato da Nuttawut Jenmana "Max". Tirapiedi di Thana. Ha una relazione con Mae di cui è molto innamorato e che protegge dalle prese in giro dei clienti della ragazza. Vorrebbe cambiare vita dopo l'omicidio di Neo che considera il suo ultimo incarico ma finisce ucciso da Neo, Shin e Mew.
- Vanika, interpretata da Jaroenpura Intira "Sine". Moglie di Thana e matrigna di Shin, è una donna affascinante che non è felice assieme al marito che non ama. Trova la felicità e l'amore in Neo, nonostante questi sia molto più giovane di lei, che conosce ad un locale di spogliarellisti e con cui inizia una relazione segreta. Vorrebbe scappare all'estero con l'amante ma quando il marito la scopre finisce uccisa da Ter per permettere a Neo di scappare.
- Siathana, interpretato da Sarut Vichitrananda "Big". Spietati boss criminale, marito di Vanika e padre di Shin, avuto dalla prima moglie, morta anni prima.
- Luang, interpretato da Pumipat Paiboon "Prame".
- Leo, interpretato da Suphakorn Plapodd "Poss".
- Phiphi, interpretato da Jirakit Kuariyakul "Toptap".

## Episodi
| Stagione       | Episodi | Prima TV |
| -------------- | ------- | -------- |
| Stagione unica | 10      | 2019     |

## Colonna sonora
- The White Hair Cut - Fhak welah[4]